# Conference Carolinas 2013 (pallavolo maschile)
La Conference Carolinas 2013 si è svolta dal 10 gennaio al 13 aprile 2013: al torneo hanno partecipato 9 squadre universitarie statunitensi e la vittoria finale è andata per la seconda volta consecutiva alla Pfeiffer.

## Regolamento
È prevista una stagione regolare che vede le nove formazioni impegnate nella conference affrontarsi due volte tra loro, per un totale di sedici incontri ciascuna; parallelamente vengono disputati anche degli incontri extra-conference contro formazioni appartenenti ad altre conference o non affiliate ad alcuna di esse, dando vita a due classifiche separate una relativa alla Conference Carolinas ed una totale.
- Le prime sei classificate nella classifica della Conference Carolinas accedono al torneo di conference, dove vengono accoppiate col metodo della serpentina e affrontano quarti di finale, dai quali sono esonerate le prime due classificate, semifinali e finale in gara secca.

## Squadre partecipanti
| Club                    | Città       | Impianto                               | Stagione precedente                    |
| ----------------------- | ----------- | -------------------------------------- | -------------------------------------- |
| Barton Bulldogs         | Wilson      | Wilson Gymnasium Wilson                | 6ª in Conference Carolinas             |
| Belmont Abbey Crusaders | Belmont     | Wheeler Center Belmont                 | -                                      |
| Coker Cobras            | Hartsville  | Timberlake-Lawton Gymnasium Hartsville | -                                      |
| Erskine Flying Fleet    | Due West    | Belk Arena Due West                    | -                                      |
| King Tornado            | Bristol     | Student Center Complex Bristol         | 5ª in Conference Carolinas             |
| Lees-McRae Bobcats      | Banner Elk  | Williams Gymnasium Banner Elk          | 4ª in Conference Carolinas, Semifinali |
| Limestone Saints        | Gaffney     | Timken Center Gaffney                  | 2ª in Conference Carolinas, Semifinali |
| Mount Olive Trojans     | Mount Olive | Kornegay Arena Mount Olive             | 2ª in Conference Carolinas, Finale     |
| Pfeiffer Falcons        | Misenheimer | Merner Gym Misenheimer                 | 1ª in Conference Carolinas, Vincitrice |

## Campionato

### Regular season

#### Classifica
| Pos. | Squadra       | Conference | Conference | Conference | Conference | Overall | Overall | Overall | Overall |
| Pos. | Squadra       | Pt.        | G          | V          | P          | Pt.     | G       | V       | P       |
| ---- | ------------- | ---------- | ---------- | ---------- | ---------- | ------- | ------- | ------- | ------- |
| 1.   | Mount Olive   | .938       | 16         | 15         | 1          | .786    | 28      | 22      | 6       |
| 2.   | Pfeiffer      | .812       | 16         | 13         | 3          | .680    | 25      | 17      | 8       |
| 3.   | Lees-McRae    | .625       | 16         | 10         | 6          | .581    | 31      | 18      | 13      |
| 4.   | Limestone     | .562       | 16         | 9          | 7          | .517    | 29      | 15      | 14      |
| 4.   | Erskine       | .562       | 16         | 9          | 7          | .448    | 29      | 13      | 16      |
| 6.   | King          | .312       | 16         | 5          | 11         | .357    | 28      | 10      | 18      |
| 6.   | Belmont Abbey | .312       | 16         | 5          | 11         | .355    | 31      | 11      | 20      |
| 8.   | Coker         | .250       | 16         | 4          | 12         | .286    | 21      | 6       | 15      |
| 9.   | Barton        | .125       | 16         | 2          | 14         | .130    | 23      | 3       | 20      |

| Al torneo di Conference |

### Torneo di Conference
|  | Quarti di finale | Quarti di finale | Quarti di finale |          |            | Semifinali | Semifinali | Semifinali |  |  | Finale | Finale    | Finale |
|  |                  |                  |                  |          |            |            |            |            |  |  |        |           |        |
|  |                  |                  |                  |          |            |            |            |            |  |  |        |           |        |
|  |                  |                  |                  |          |            |            |            |            |  |  |        |           |        |
|  |                  | 1                | Mount Olive      | 1        |            |            |            |            |  |  |        |           |        |
|  |                  |                  |                  | 1        |            |            |            |            |  |  |        |           |        |
|  |                  | 4                | Limestone        | 3        |            |            |            |            |  |  |        |           |        |
|  | 4                | 4                | Limestone        | 3        | Limestone  | 3          |            |            |  |  |        |           |        |
|  | 4                |                  |                  |          | Limestone  | 3          |            |            |  |  |        |           |        |
|  | 5                | Erskine          | 1                |          |            |            |            |            |  |  |        |           |        |
|  |                  |                  |                  |          |            |            |            |            |  |  | 4      | Limestone | 1      |
|  |                  |                  | 2                | Pfeiffer | 3          |            |            |            |  |  |        |           |        |
|  |                  |                  |                  |          |            |            |            |            |  |  |        |           |        |
|  |                  |                  |                  |          |            |            |            |            |  |  |        |           |        |
|  |                  | 2                | Pfeiffer         | 3        |            |            |            |            |  |  |        |           |        |
|  |                  |                  |                  | 3        |            |            |            |            |  |  |        |           |        |
|  |                  | 3                | Lees-McRae       | 0        |            |            |            |            |  |  |        |           |        |
|  | 3                | 3                | Lees-McRae       | 0        | Lees-McRae | 3          |            |            |  |  |        |           |        |
|  | 3                |                  |                  |          | Lees-McRae | 3          |            |            |  |  |        |           |        |
|  | 6                | Belmont Abbey    | 0                |          |            |            |            |            |  |  |        |           |        |

## Premi individuali
| Premio                               | Giocatrice       | Squadra       |
| ------------------------------------ | ---------------- | ------------- |
| MVP                                  | Caleb Brophy     | Pfeiffer      |
| All-Tournament Team                  | Angel Dache      | Mount Olive   |
| All-Tournament Team                  | Joshua Jones     | Lees-McRae    |
| All-Tournament Team                  | Andrew Miller    | Limestone     |
| All-Tournament Team                  | Eric Zaun        | Limestone     |
| All-Tournament Team                  | David Specian    | Pfeiffer      |
| All-Tournament Team                  | Mark Hess        | Pfeiffer      |
| Player of the Year                   | Caleb Brophy     | Pfeiffer      |
| Defensive player of the Year         | Michael Schneck  | Erskine       |
| Freshman of the Year                 | Mike Kawa        | Erskine       |
| Coach of the Year                    | David Heller     | Mount Olive   |
| All-Conference Carolinas First Team  | Angel Dache      | Mount Olive   |
| All-Conference Carolinas First Team  | Caleb Brophy     | Pfeiffer      |
| All-Conference Carolinas First Team  | Mike Kawa        | Erskine       |
| All-Conference Carolinas First Team  | Michael Michelau | Erskine       |
| All-Conference Carolinas First Team  | Adam Miracle     | Mount Olive   |
| All-Conference Carolinas First Team  | David Specian    | Pfeiffer      |
| All-Conference Carolinas First Team  | Michael Schneck  | Erskine       |
| All-Conference Carolinas Second Team | Andrew Miller    | Limestone     |
| All-Conference Carolinas Second Team | Joshua Jones     | Lees-McRae    |
| All-Conference Carolinas Second Team | Tim Ebbecke      | Mount Olive   |
| All-Conference Carolinas Second Team | Nolan Albrecht   | Belmont Abbey |
| All-Conference Carolinas Second Team | Eric Edelman     | Pfeiffer      |
| All-Conference Carolinas Second Team | Ben Casado       | Mount Olive   |
| All-Conference Carolinas Second Team | Efrain Negron    | Lees-McRae    |
| All-Conference Carolinas Third Team  | Kevin Hart       | Limestone     |
| All-Conference Carolinas Third Team  | Fabio Diniz      | Pfeiffer      |
| All-Conference Carolinas Third Team  | Eric Zaun        | Limestone     |
| All-Conference Carolinas Third Team  | Alex Rivero      | Mount Olive   |
| All-Conference Carolinas Third Team  | José Ribas       | Lees-McRae    |
| All-Conference Carolinas Third Team  | Roberto Ramírez  | Lees-McRae    |
| All-Conference Carolinas Third Team  | Dan Arnold       | Mount Olive   |